# Volvo 440
El Volvo 440 es un modelo de automóvil producido por la compañía sueca Volvo en la fábrica de DAF en los Países Bajos, y perteneciente a la serie Volvo 400.
Fue lanzado al mercado europeo en 1988 y comercializado hasta 1996, cuando fue sustituido definitivamente por el Volvo S40. La producción total de este modelo ascendía hasta las 359.382 a finales de 1995.
El modelo se desarrolló sobre la estructura del Volvo 480 con el que comparte diversos elementos y características. Entre ellos, el chasis, la suspensión, la transmisión, el sistema de frenado y diversas motorizaciones. 
Como el primer tracción delantera de la familia Volvo, el coche marcó un punto de inflexión en la historia de la compañía. Vale la pena señalar que casi todos los diseños de Volvo después de la serie 400 han sido de tracción delantera. 

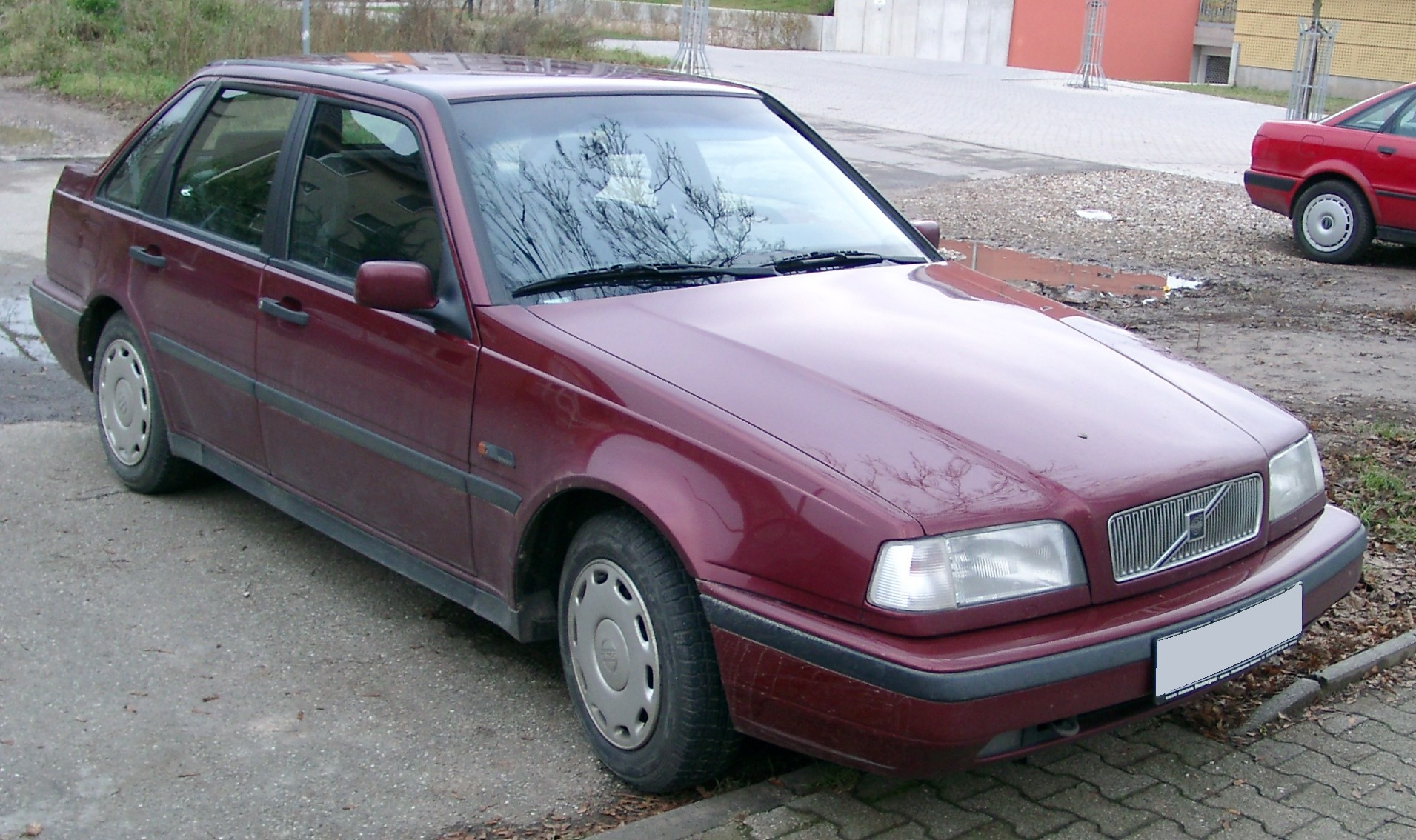
Volvo 440 de 1994. Las cambios estéticos sobre el modelo original son notables.

## Diseño y estilo
La serie Volvo 440/460 se pensó como un reemplazo de la serie 340/360. La primera y segunda generación de la serie 400 se asemejan a las estética del modelo 940, mientras que la tercera se asemeja a la del Volvo 850. Los interiores de la serie 400 han sido diseñados por el afamado diseñador de Volvo Peter Horbury.
En 1994 la marca realizó un restyling del 440 con cambios estéticos que lo acercaron a la línea marcada por el Volvo 850; nuevo capó, parrilla, faros delanteros y traseros. Con estos cambios el modelo se mantiene actualizado en relación con sus competidores de mediados de la década de los 90, logrando que la serie 400 tuviese cierto parecido al modelo 850. Su estilo, con su capó largo distintivo es inusual, pero sin duda le da "carácter".

## Seguridad
La seguridad siempre ha sido un tema de primordial importancia para Volvo, quienes han desarrollado muchas características ya ampliamente adoptadas en todo el sector del automóvil. 
Se incorporaron zonas de deformación progresiva en el diseño, una columna colapsable de dirección y el sistema de protección de impactos laterales, llamado SIPS, para evitar lesiones al conductor y ocupantes en caso de accidente, como principales medidas de seguridad. 
Otros elementos de seguridad incluyen la tercera luz de freno, un sistema de aviso de bombilla fundida, una luz de advertencia de puertas abiertas y cinturones de seguridad ajustables en altura.
Estos elementos de seguridad venían de serie en todos los modelos de la gama. En España los cinturones de seguridad ajustables en altura y la tercera luz de freno se incluyeron en el último restyling.
En España desde su lanzamiento al mercado incorpora el "Sistema de protección en caso de impacto lateral" o SIPS. Este sistema era novedoso y prácticamente desconocido en el momento, venía de serie en todos los acabados y ha sido utilizado en todos los coches modernos de Volvo.
Otro sistema disponible era el "Sistema de protección suplementaria" o SRS, el cual incluye airbag y varios ganchos, correas y poleas para asegurar los objetos en el maletero.
En los modelos del Reino Unido también se incluyen las luces diurnas de serie, aunque éstas podrían ser desarmadas por el concesionario, a petición del propietario.
Volvo utilizó todas estas mejoras en seguridad como reclamo publicitario para la venta del modelo.

## Recepción y Evaluación
El expresentador de Top Gear  Quentin Willson, dijo en un episodio de Top Gear en 1997: El Volvo 440 es el coche equivalente a un viaje con Temazepam. En comparación con un Mondeo o un Vectra no tiene nada que hacer. Sea especialmente cuidadoso con la transmisión CVT porque suena como un bisonte con migrañas”. Sin embargo, se vendió muy bien en el Reino Unido.
La Guía Parker, una guía de precios de automóviles independiente, dijo lo siguiente sobre el 440: Berlina familiar con un espacio interior razonable con una dirección es muy pesada en los coches sin asistencia en la dirección. Los modelos de 1993 en adelante son más seguros y mejor equipados que los modelos anteriores, aunque todos están sólidamente construidos".
El 460 recibió la siguiente evaluación: Los 460 sustituyen por un arranque de generosidad el portón trasero del 440, pero lo demás es un coche idéntico dando una mayor percepción de seguridad, pero carece de imagen y ahora se vende por menos precio que un modelo con portón trasero, la dirección asistida es una...
Parker también toma nota de los problemas más comunes comentados por los propietarios durante muchos años. En él se resumen los problemas encontrados en relación con la serie 400 de la siguiente manera: Algunos de los primeros automóviles sufrieron fallos por su calidad de construcción, como que el óxido podría aparecer en algunas soldaduras de la carrocería, podrían darse problemas de sobrecalentamiento, fugas de refrigerante y también posibles problemas eléctricos.
Cabe señalar que los datos utilizados para crear esta lista venían sobre todo de los propietarios de modelos la primera generación del coche.
Muchos de estos fallos se convirtieron en mucho más raros (o desaparecieron por completo) con la introducción del restyling.

## Especificaciones técnicas

### Motorizaciones
El 440 fue lanzado con un motor de 1.7 litros de Renault heredado de la serie 300, que estaba disponible desde 1988; dos con carburador (58 kW, 78 CV) y 128 Nm o (64 kW, 86 CV) y 130 Nm, otros dos; uno con inyección monopunto (70 kW, 94 CV) y 140 Nm y otro con inyección multipunto 140 Nm (80 kW, 109 CV). En el pequeño restyling que se le hizo al modelo en 1992, este último motor pasó a desarrollar 106 CV (78 kW, 106 CV) y anunció una velocidad máxima de 185 km/h, que fue ligeramente superior a algunos de sus homólogos contemporáneos de la misma clase, como el Volkswagen Passat o el Opel Vectra (sus motores de 1.8 litros sólo tenían 90 CV).
Además de estas versiones atmosféricas, un poco más tarde se incorporó una con turbocompresor e intercooler que ofrece 120 CV (89 kW) y una velocidad máxima de 200 km/h. Estas prestaciones estaban por encima de la mayoría de motores de 1.8 litros, como el del BMW 318 o 518, e igualó al de otros motores de 2.0 litros.
A partir de 1994, en España, los motores ofrecidos eran sustancialmente diferentes, la gama ofrece ahora un 1.6i (63 kW, 85 CV), un 1.8i (66 kW 90 CV) y un 2.0i (82 kW, 110 CV), todos ellos de gasolina y atmosféricos. El 1.6 se equipó con inyección multipunto, el motor 1.8 con inyección monopunto y 2.0 vino con opción de inyección monopunto/multipunto dependiendo de la unidad.
Además en 1994 aparece una versión con motor Diesel: un 1.9 litros turbodiésel de Renault (89 CV) bautizado como TD, en España, o Turbo Diesel, dependiendo en que mercado europeo se vendiese.

### Transmisión
Se ofrecía para el modelo una transmisión manual de 5 velocidades. Esta transmisión junto a las motorizaciones típicas de Volvo con una gran cantidad de par a bajo régimen, hacían que el coche acelerase de forma sorprendentemente rápida desde parado en un semáforo, en contra de un mayor número de cambios de velocidad cuando se conduce por la ciudad.
La transmisión automática se encontraba entre sus opciones, venían equipados con una caja de cambio convencional automática de 4 velocidades y solo una minoría incorporaban una transmisión variable continua.

#### Transmisión Variable Continua (CVT)
La caja de cambios CVT, instalada en algunas unidades de la segunda generación de 440, se diferencia del anterior sistema basado en una cinta de goma, empleado en el Volvo 340. El sistema de la serie 400 hace uso de cinturones de acero, y se conoce como "Transmatic". El sistema anterior utilizado en el Volvo 340 se llama "Variomatic". 
Tiempo después surgió una controversia entre Volvo y DAF sobre el uso del sistema "Transmatic" en la serie 400, por lo que DAF reclamó ante los tribunales que Volvo no tenía permiso para utilizar el sistema "Transmatic". Los tribunales fallaron a favor de DAF, dando lugar a la retirada de la caja de cambios CVT. Esto, además de la naturaleza un tanto curiosa de funcionamiento de la caja de cambios CVT, significó que pocos coches de la serie 400 la montaron, haciendo de éstas unas unidades exclusivas y raras.

### Frenos
Hidráulicos. En España, las versiones de carburación montaban discos en la parte delantera y tambores en la parte trasera, al contrario de las versiones inyección y turbo que montaban freno de disco en las cuatro ruedas.